# Троицкая церковь (Ростов-на-Дону, Международная улица)
Храм Троицы Живоначальной (Троицкий храм) — православный храм в Железнодорожном районе Ростова-на-Дону. Принадлежит к Юго-Западному благочинию Ростовской-на-Дону епархии Русской православной церкви.

## История
В XVIII веке на месте современного Железнодорожного района, где расположена Троицкая церковь, находилась станица Гниловская. Ближайшая часовня для её жителей (во имя святителя Димитрия, митрополита Ростовского) была в расположенной по соседству крепости Дмитрия Ростовского. В связи с тем, что жителям стана было трудно добираться до Димитриевской церкви в непогоду по грязи и во время разливов Темерника, они упросили инженера Ригельмана устроить им часовню, выделив для неё одного из священников Дмитриевской церкви.
Просьба была уважена, и в Гниловском стану в 1765 году появилась первая деревянная часовня, освящённая во имя Святой Живоначальной Троицы. Утварь для богослужений доставили из Димитриевской церкви. Гниловцы заполучили себе отдельного священника, Ивана Калошина. В 1784 году на месте часовни была заложена Троицкая деревянная церковь. Новый храм был освящён 27 июля 1785 года. Церковный клир тогда составили священник Мартын Петров и дьякон Петр Петров. Церковь располагалась на Троицком спуске (ныне — Рельефная улица). За 70 лет деревянное сооружение изрядно обветшало, и в 1855 году на том же месте был построен каменный храм с двухъярусной колокольней.
В 1930-е годы храм был уничтожен. В 1955 году на его руинах были построены бараки для речников.
В 1995 году на территории бывшего подворья церкви удалось построить часовню, которую позднее преобразовали в небольшой храм. Воссоздание в первоначальном виде основного храма во имя Святой Троицы началось в 2001 году, а с 2003 года в нём стали проходить регулярные богослужения. На праздник Святой Троицы 2005 года состоялась первая престольная служба, на которой присутствовало множество прихожан.